# Henricus Spoorenberg
Henricus Spoorenbergh (Eindhoven, 3 juni 1753 - 16 januari 1805) is een voormalig burgemeester van de Nederlandse stad Eindhoven. Spoorenberg werd geboren als zoon van burgemeester Hendrik Spoorenberg en Alegondis van den Wildenbergh.
Hij was burgemeester van Eindhoven in 1798 en 1799. Zijn broer Cornelis Spoorenberg werd 3 jaar later burgemeester.
Hij trouwde te Eindhoven op 11 februari 1798  met Catharina van der Sanden, dochter van Peter van der Sanden en Catharina van der Schoot, gedoopt te Woensel op 22 januari 1770, overleden op 8 december 1843 te Eindhoven. 